# Antiga Igreja Católica da República Tcheca
A Velha Igreja Católica da República Tcheca consiste nas paróquias tchecas em plena comunhão com a União de Utrecht das Antigas Igrejas Católicas . A igreja também é membro do Conselho Ecumênico Nacional, do Conselho Mundial de Igrejas e da Conferência das Igrejas Europeias. A publicação oficial da comunidade é a Communio.

## História
Em 1991, o bispo Dušan Hejbal foi eleito para liderar a igreja. Ele foi consagrado em 27 de setembro de 1997. Em 2003, sob sua liderança, a igreja começou a ordenar mulheres para o diaconato. Aposentou-se em 2015 e foi sucedido por Benedikt Pavel Stránský em 2016.
Desde os 2.700 membros de 2006, em 2021, a Velha Igreja Católica da República Tcheca caiu para 672 membros.